# Lista de pajens de honra
Enquanto que pajem é comparativamente um servente, um Pajem de Honra (em inglês: Page of Honour) é uma posição cerimonial na Casa Real do soberano do Reino Unido. O papel requer comparecimento nas ocasiões de Estado, mas atualmente não envolve os deveres diários que uma vez foram vinculados ao ofício de pajem. 
O cargo é usualmente uma distinção conferida aos filhos (adolescentes) de membros da nobreza, com idades entre 13 a 19 anos. O pajem de honra deve comparecer a coroações britânicas, no evento anual State Opening of Parliament, bem como em outras cerimônias.

## Pajens de honra (1952-presente)
- 1952-1954: Henry Crichton, 6° Conde Erne
- 1953-1955: George Dawson-Damer, Lorde Dawson
- 1953-1956: Honorável Simon Scott
- 1954-1956: George Adeane Esq.
- 1954-1956: Edward Adeane Esq.
- 1955-1957: John Aird Esq.
- 1956-1958: Duncan Davidson Esq.
- 1956-1958: John Brabazon, Lorde Ardee
- 1958-1961: Guy Nevill Esq.
- 1959-1962: Hon. Julian Hardinge
- 1959-1962: Charles Strachey Esq.
- 1960-1962: David Wake-Walker Esq.
- 1962: James Erskine, Lorde Erskine
- 1962-1963: James FitzRoy, Visconde Ipswich
- 1962-1964: Simon Rasch Esq.
- 1963: James Erskine, Lorde Erskine
- 1964-1965: Alexander Scrymgemour, Visconde Dudhope
- 1964-1966: Edward Hay Esq.
- 1965-1967: Douglas Gordon Esq.
- 1966-1968: James Colville Esq.
- 1966-1968: Hon. Harry Fane
- 1966-1969: Nicholas Bacon Esq.
- 1968-1971: Alexander Colville Esq.
- 1969-1972: Honorável David-Hicks-Beach
- 1971-1972: David Ogilvy, Lorde Ogilvy
- 1970-1973: Simon Rhodes Esq.
- 1970-1973: Louis Stourton Esq.
- 1973-1974: Fergus Leveson-Gower, Lorde Leveson (agora 6° Conde Granville)
- 1974-1976: David, Conde de Rocksavage (agora David Cholmondeley, 7° Marquês de Cholmondeley)
- 1975-1977: James Hussey Esq.
- 1976-1977: William Oswald Esq.
- 1976-1977: John Ponsonby Esq.
- 1977-1979: Charles Spencer, Visconde Althorp
- 1979: Tyrone Plunket Esq.
- 1979-1982: Henry Beaumont Esq.
- 1980-1982: Richard Lytton-Cobbold Esq.
- 1981-1983: Guy Macpherson-Grant Esq.
- 1981-1983: Torquhil Campbell, Marquês de Lorne
- 1982-1984: James Hamilton, Marquês de Hamilton
- 1983-1986: Edward Cascoyne-Cecil Esq.
- 1985-1987: Harry Legge-Bourke Esq.
- 1986-1988: Benjamin Hamilton Esq.
- ?-1996: Honorável Edward Lowther
- ?-1996: Simon Ramsay Esq.
- 1995-1997: Honorável. William Vestey
- 1996-1998: George Percy, Conde Percy
- 1996-1999: Walter Scott, Lorde Eskdaill
- 1998-?: Michael Douglas-Home, Lorde Dunglass
- 1999-?: Henry Fitzalan-Howard, Lorde Beaumont